# Quốc lộ 9
Quốc lộ 9 dài 83,5 km, bắt đầu (km 0) tại thành phố Đông Hà – nơi giao nhau với Quốc lộ 1 – và chạy qua cửa khẩu Lao Bảo. Tuyến đường nổi tiếng trong Chiến tranh Việt Nam với Chiến dịch Đường 9 – Khe Sanh năm 1968. Ngày nay, nó là một phần của đường Xuyên Á AH16. Quốc lộ 9A là con đường nối hai nước Việt Nam và Lào và nằm hoàn toàn trong địa phận tỉnh Quảng Trị.

## Lộ trình
Quốc lộ 9 xuất phát từ Đông Hà đến:
- Huyện Cam Lộ (km 15)
- Đồi Rockpile (km 29)
- Cầu Đakrông (km 52)
- Khe Sanh (km 65)
- Lao Bảo.

## Thông số chung
- Quốc lộ 9 dài 83,5 km;
- Mặt đường rộng từ 6 m đến 21 m;
- Thảm bê tông nhựa;
- Đường có 40 cầu, tải trọng 18 tấn.

## Lịch sử
Pháp xây dựng quốc lộ 9 vào năm 1930. Quốc lộ 9 có một vị trí địa lý rất quan trọng về mặt chiến lược. Do vậy, nó cắt ngang dãy núi Trường Sơn, đồng thời cũng cắt ngang đường mòn Hồ Chí Minh – một tuyến vận tải chiến lược từ Bắc vào Nam. Và để kiểm soát quốc lộ 9 với mục đích chính là ngăn chặn sự chi viện của quân đội nhân dân Việt Nam từ Bắc vào Nam, Mỹ đã thành lập 1 hệ thống căn cứ quân sự dày đặc dọc theo con đường này, từ Đông Hà lên đến Làng Vây. Trong đó có những căn cứ tiêu biểu như: Campcarol, Campfuller, Rockpile, Vendergrift, căn cứ Khe Sanh và căn cứ Làng Vây.
Năm 1959, khi ở miền Nam diễn ra phong trào "tố cộng, diệt cộng", những người lính Quân đội nhân dân Việt Nam không thể chịu nổi sự đàn áp, bắt bớ, giam cầm của chế độ Ngô Đình Diệm, nên họ đã nổi dậy, tự vũ trang để đánh lại. Do muốn biết được tình hình chiến sự ở miền Nam như thế nào, Việt Nam Dân chủ Cộng hòa đã thiết lập đường mòn Hồ Chí Minh với mục đích chính là có đường dây giao liên để thông tin liên lạc. Lúc đầu, tuyến đường này đi theo những con đường mòn của người dân tộc. Trong giai đoạn đầu (1959–1964), tuyến đường này đang phải tuyệt đối giữ bí mật vì nó nằm trong vùng kiểm soát của Mỹ – Việt Nam Cộng hòa. Và để giữ bí mật trong lúc vượt qua quốc lộ 9, những người giao liên đi trên con đường này có một câu khẩu hiệu rất nổi tiếng: "Đi không dấu, nấu không khói, nói không tiếng".

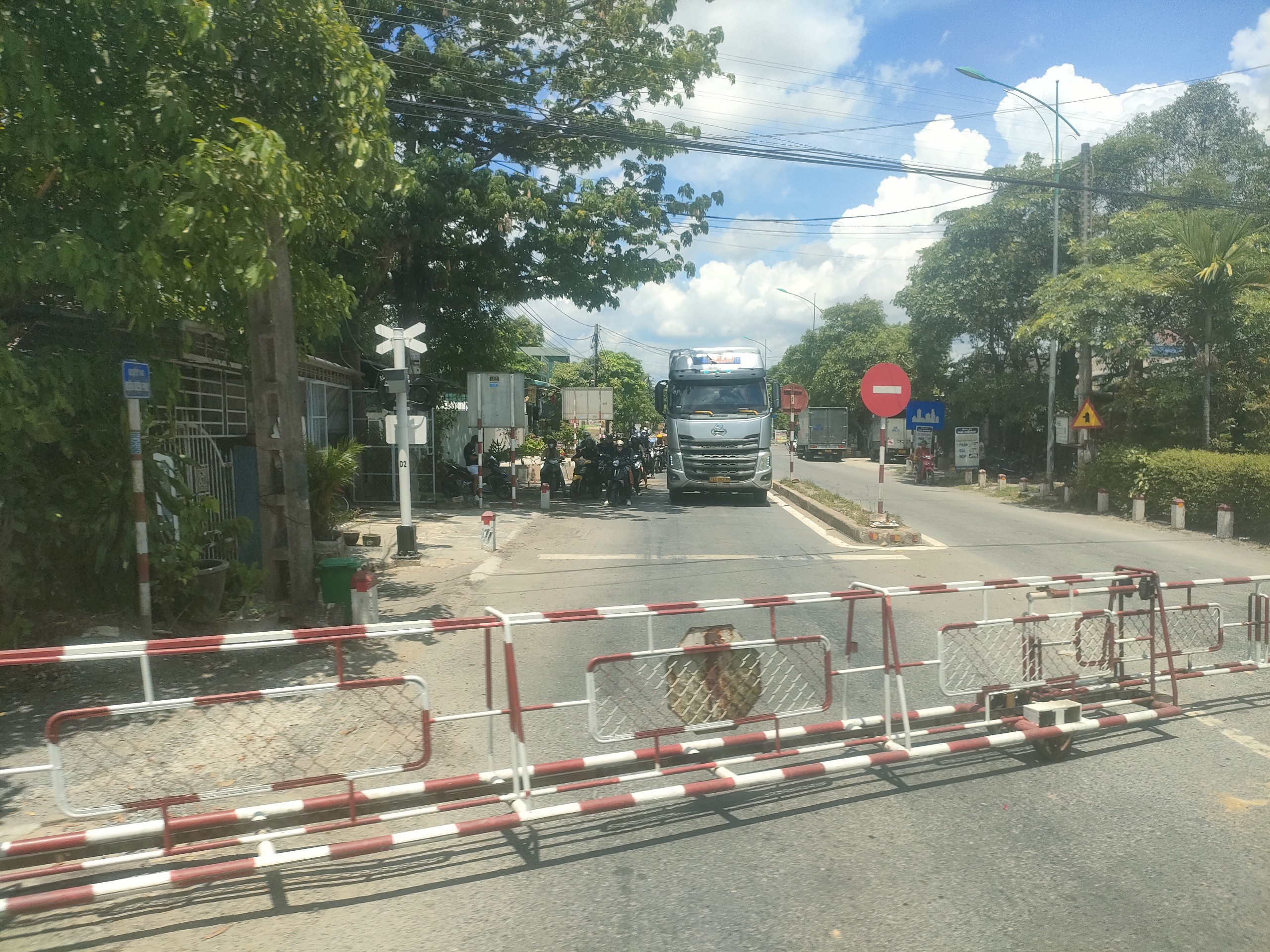
Quốc lộ 9D đoạn giao cắt với đường sắt Bắc Nam (Tp Đông Hà, tỉnh Quảng Trị)

## Quốc lộ 9D
Ngày 21 tháng 7 năm 2017, Bộ Giao thông Vận tải ban hành Quyết định số 2140/QĐ–BGTVT về việc chuyển các tuyến đường tỉnh 576B, 572 và một số đoạn tuyến đường tỉnh 754, 571 của tỉnh Quảng Trị thành Quốc lộ 9D và giao Tổng Cục Đường bộ Việt Nam quản lý khai thác và bảo trì. Theo đó, điểm đầu của tuyến Km 0 + 000 tại cảng Cửa Việt, thuộc địa phận thị trấn Cửa Việt đi theo ĐT.576B qua cầu Cửa Tùng, gặp ĐT574 và ĐT.572, đến Quốc lộ 1 và đi lên đường Hồ Chí Minh nhánh Đông đến thị trấn Bến Quan, huyện Vĩnh Linh tại km 1053+100/ĐHCMĐ, cũng là điểm cuối của tuyến. Tổng chiều dài tuyến là 45,937 km (không tính đoạn trùng với quốc lộ 1).

## Hiện tại
Trong suốt cuộc chiến tranh Việt Nam, quân đội Mỹ đã rải thuốc diệt cỏ xuống nhiều tỉnh ở Việt Nam, trong đó có tỉnh Quảng Trị. Lượng chất độc dioxin được tìm thấy nhiều nhất ở tuyến đường mòn Hồ Chí Minh và tuyến quốc lộ 9. Vì thế, đến nay Quảng Trị vẫn còn phải gánh chịu những hậu quả nặng nề do chất độc màu da cam.
Vào những năm 1960, quốc lộ 9 chỉ là một con đường rải đá, nhỏ hẹp. Để phát triển kinh tế hai nước Việt Nam và Lào, ngày nay người ta đầu tư xây dựng quốc lộ 9 cũng như hệ thống cầu cống trên tuyến đường này tốt hơn.
Đây là cung đường huyết mạch trong cuộc chiến tranh Việt Nam. Hiện tại, con đường này trở thành một phần trên tuyến hành lang kinh tế Đông – Tây dài 1.450 km liên kết 4 nước Việt Nam – Lào – Thái Lan và Myanmar.